# Instytut Biologii Doświadczalnej im. Marcelego Nenckiego Polskiej Akademii Nauk
Instytut Biologii Doświadczalnej im. Marcelego Nenckiego PAN – utworzone w 1918 w Warszawie, największe nieuniwersyteckie centrum badań biologicznych w Polsce, podległe Polskiej Akademii Nauk. Instytut zajmuje się biologią molekularną i komórkową, biochemią oraz neurobiologią, ściśle współpracując z renomowanymi placówkami zagranicznymi.

## O Instytucie

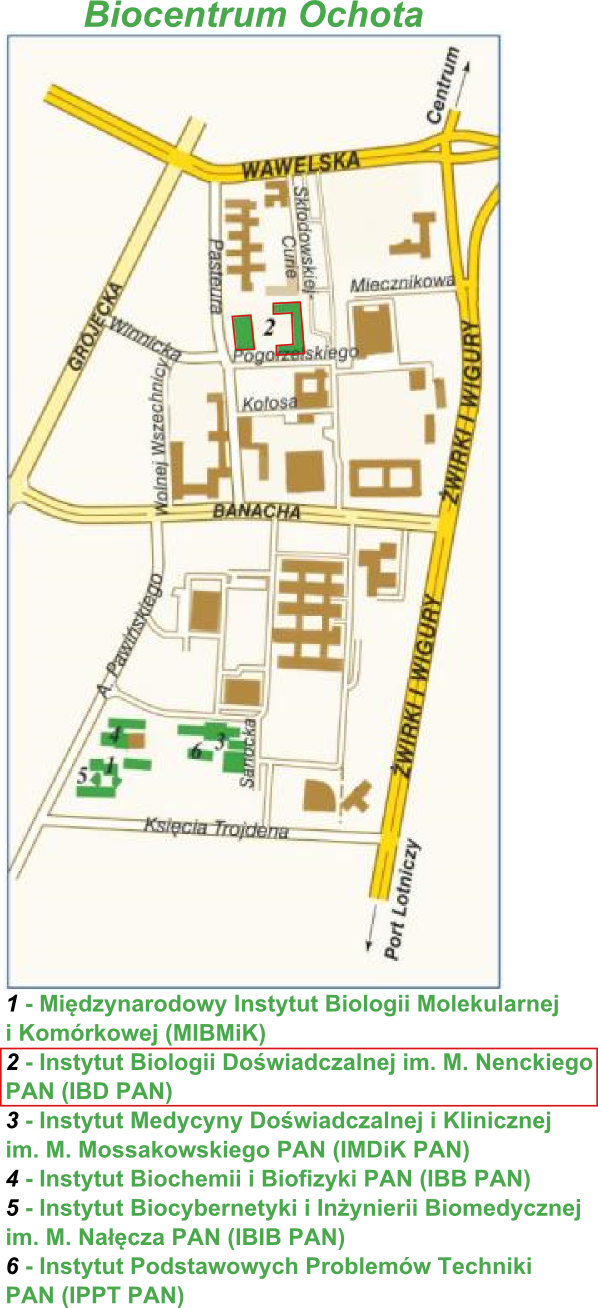
Mapa Biocentrum Ochota w Warszawie z zaznaczonym Instytutem Biologii Doświadczalnej im. M. Nenckiego PAN

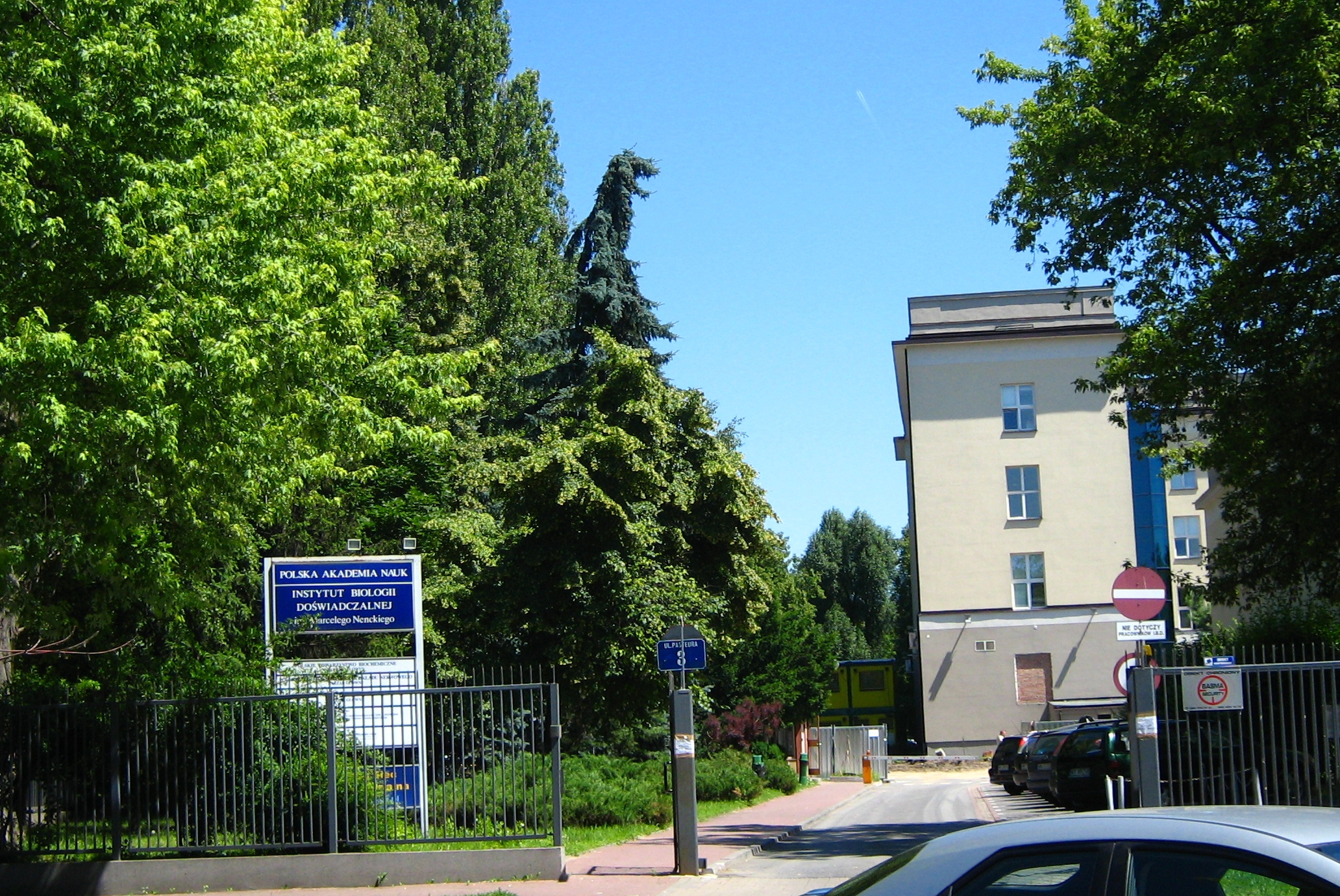
Instytut Biologii Doświadczalnej im. M. Nenckiego PAN przed rozbudową – widok Instytutu od strony bramy głównej

W Instytucie działają laboratoria i stanowiska badawcze m.in. do nowoczesnej mikroskopii konfokalnej, cytometrii przepływowej i skaningowej, mikroskopii elektronowej, testów behawioralnych, elektrofizjologii. Aktualnie w Instytucie działa 40 pracowni badawczych w ramach 4 zakładów oraz 6 pracowni badawczo-usługowych, wchodzących w skład powstałego w 2013 Centrum Neurobiologii.
Zespoły naukowe Instytutu prowadzą badania w zakresie neurobiologii, neurofizjologii, biologii i biochemii komórkowej, biologii molekularnej, a realizowane prace mają charakter interdyscyplinarny. Przedmiotem badań są układy o różnym stopniu złożoności, od całych organizmów, przez tkanki, pojedyncze komórki, organelle komórkowe, po białka i geny, a ich tematyka skupia się głównie na poznaniu szlaków sygnałowych, których zaburzenie prowadzi do rozwoju procesów chorobowych.
1 stycznia 2014 Instytut Nenckiego stał się ponownie właścicielem stacji naukowej w Mikołajkach. Na jej terenie prowadzone są badania z zakresu ekologii ekosystemów wodnych, lądowych i monitoringu środowiska.
Jednostka posiada prawo do nadawania stopnia naukowego doktora oraz doktora habilitowanego w zakresie biologii.
W Instytucie Nenckiego funkcjonują 4 Zakłady: Biologii Komórki, Biochemii, Neurobiologii Molekularnej i Komórkowej, Neurofizjologii, oraz 6 pracowni w ramach Centrum Neurobiologii.
W Zakładzie Neurofizjologii oraz Neurobiologii Molekularnej i Komórkowej badania dotyczą przede wszystkim funkcji poznawczych mózgu. Dominującą problematyką jest plastyczność układu nerwowego w normie i patologii. Bada się następstwa udarów i chorób neurodegeneracyjnych, epileptogenezy i następstwa reinerwacji, jak również występujące u człowieka zaburzenia o podłożu emocjonalnym.
W zakładzie Biologii Komórki badania ukierunkowane są między innymi na poznanie kaskad sygnałowych i regulacji ekspresji genów związanych z transformacją nowotworową, z odpowiedzią immunologiczną, w tym udziałem lipidów błony w przekazywaniu sygnału przez immunoreceptory oraz z genetyczną kontrolą reorganizacji cytoszkieletu komórki.
Zakład Biochemii w swoich badaniach skupia się na opisie molekularnych mechanizmów indukowanej przez lipidy insulinooporności oraz cukrzycy typu 2, regulacji szlaków sygnałowych, w których uczestniczą jony wapnia, funkcjonowania kinezyn, reorganizacji i dynamice szkieletu komórki, udziału mitochondriów w zachowaniu homeostazy komórkowej i rozwoju patologii oraz na określeniu struktury i funkcji wewnątrzkomórkowych kanałów jonowych.
W Centrum Neurobiologii prowadzone są interdyscyplinarne badania podstawowe oraz badania dotyczące nowych metod diagnostycznych i terapeutycznych w odniesieniu do chorób układu nerwowego, które prowadzone są we współpracy z wieloma instytutami i uczelniami wyższymi Warszawy w ramach Programu Operacyjnego Innowacyjna Gospodarka „Centrum Badań Przedklinicznych i Technologii CEPT 2007-2013”.
Instytut kształci ponad 150 doktorantów, w tym także w ramach Międzynarodowych Studiów Doktoranckich. Instytut Nenckiego współdziała z jednostkami naukowymi z całego świata. Projekty badawcze realizowane w Instytucie są finansowane m.in. z funduszy Programów Ramowych UE, programu POIG z Fundacji na rzecz Nauki Polskiej, programu POIG, Programu Badań Stosowanych oraz InnoTech (NCiBiR), EMBO, Human Frontier Science Program, a także z NCN i MNiSW. Instytut pełni rolę lidera w polskiej części projektu Europejskiej Infrastruktury Badawczej Euro-BioImaging (Mapa Drogowa ESFRI), koordynując działania środowiska naukowego wykorzystującego techniki obrazowania w badaniach biologicznych, biomedycznych i biotechnologicznych.
Profil działalności Instytutu ewoluuje w kierunku większego udziału badań o charakterze aplikacyjnym. Potwierdzeniem tych zmian jest rosnąca liczba zgłoszeń patentowych krajowych i międzynarodowych oraz liczba umów/kontraktów z przedsiębiorcami. Instytut Nenckiego jest założycielem i członkiem powstałego w 2008 Konsorcjum Biocentrum Ochota PAN, do którego należą także: Instytut Biochemii i Biofizyki, Instytut Medycyny Doświadczalnej i Klinicznej im. M. Mossakowskiego, Instytut Podstawowych Problemów Techniki, Instytut Biocybernetyki i Inżynierii Biomedycznej im. M. Nałęcza i Międzynarodowy Instytut Biologii Molekularnej i Komórkowej.
Od 1 stycznia 2014 do struktury organizacyjnej Instytutu Nenckiego wróciła naukowa Stacja Hydrobiologiczna w Mikołajkach, utworzona przez Instytut w 1951, a po 10 latach przekazana Instytutowi Ekologii PAN. Stacja usytuowana jest na obrzeżu Puszczy Piskiej, w centrum systemu Wielkich Jezior Mazurskich, nad Jeziorem Mikołajskim. Na jej terenie znajdują się laboratoria, sale seminaryjne i wykładowe, pawilon wystawowy oraz budynki administracyjne i mieszkalne. Prowadzone są tu badania z zakresu ekologii ekosystemów wodnych, lądowych i monitoringu środowiska. Stacja pełni funkcje naukowe i edukacyjne w zakresie szeroko rozumianej biologii doświadczalnej.
Instytut Nenckiego jest siedzibą trzech towarzystw naukowych: Polskiego Towarzystwa Biochemicznego, Polskiego Towarzystwa Badań Układu Nerwowego i Polskiego Towarzystwa Etologicznego. W Instytucie działa także od 2012 Fundacja Marcelego Nenckiego Wspierania Nauk Biologicznych.
W 2013 Komisja Europejska przyznała Instytutowi, jako pierwszej jednostce badawczej w Polsce, prawo do posługiwania się znakiem HR Excellence in Research. Ten znak przyznawany jest instytucjom, które wdrażają postanowienia zawarte w Europejskiej Karcie Naukowca i Kodeksie postępowania przy rekrutacji i realizacji kariery zawodowej pracowników.
Instytut Biologii Doświadczalnej od wielu lat uczestniczy w organizowaniu imprez masowych: Festiwalu Nauki, Pikniku Naukowym Polskiego Radia i Centrum Nauki Kopernik, Tygodniu Mózgu (imprezie powstałej z inicjatywy neurobiologów Instytutu), Festiwalu Nauki Małego Człowieka, Sympozjum Naukowym dla nauczycieli biologii z całej Polski, w spotkaniach ze stypendystami z Krajowego Funduszu na Rzecz Dzieci. Pracownicy Instytutu organizują zajęcia z młodzieżą szkolną w ramach Dni Otwartych, prowadzą bardzo popularne wśród szerokiego kręgu odbiorców wykłady popularnonaukowe Wszechnicy Polskiej Akademii Nauk oraz Towarzystwa Naukowego Warszawskiego. Kapituła Konkursu Popularyzator Nauki, organizowanego przez serwis PAP Nauka w Polsce oraz Ministerstwo Nauki i Szkolnictwa Wyższego, przyznała Instytutowi Nenckiego tytuł Popularyzator Nauki 2013.

## Historia

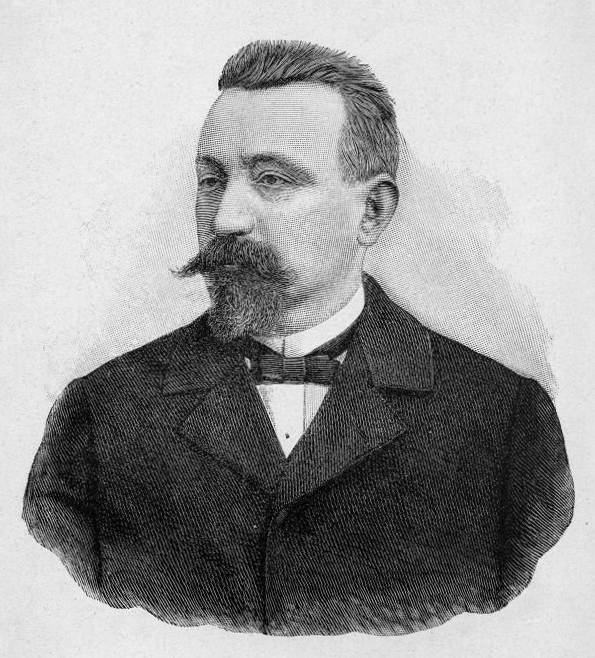
Marceli Nencki – patron Instytutu

Instytut im. Marcelego Nenckiego powstał w Warszawie z inicjatywy uczniów i współpracowników profesora Marcelego Nenckiego (1847-1901), którego marzeniem było utworzenie w Warszawie placówki badawczej z zakresu biomedycyny, jednak w zaborze rosyjskim idea ta była nie do zrealizowania. Rewolucja 1905 wprowadziła zmiany, dzięki którym na obszarze tzw. Kongresówki utworzono Towarzystwo Naukowe Warszawskie (1907), a w 1911 przy ul. Kalista 8 (obecnie Śniadeckich 8) z inicjatywy TNW powstały pracownie naukowe, przekształcone później w zakłady. TNW kontynuowało ideę powołania Instytutu Biologii Doświadczalnej, co udało się wcielić w życie dopiero w odrodzonej Rzeczypospolitej. Instytut zaczął w pełni działać w 1918, do czego wydatnie przyczyniły się entuzjazm po odzyskaniu przez Polskę niepodległości i wsparcie inteligencji warszawskiej.
W końcu 1918 Kazimierz Białaszewicz wraz z Edwardem Flatauem, kierownikiem Zakładu Neurobiologii, oraz Romualdem Minkiewiczem, kierownikiem utworzonego tuż po odzyskaniu przez Polskę niepodległości Zakładu Biologii Ogólnej, wystąpili wspólnie do Zarządu Towarzystwa Naukowego Warszawskiego z inicjatywą wyodrębnienia tych trzech zakładów z ogółu pracowni TNW i utworzenia samoistnej organizacji pod nazwą Instytut Biologii Doświadczalnej im. Marcelego Nenckiego. W marcu 1919 Zarząd Towarzystwa przychylił się do tego wniosku, co oznaczało prawne uznanie istnienia Instytutu. Uznanie to umożliwiło podjęcie kilku istotnych decyzji.

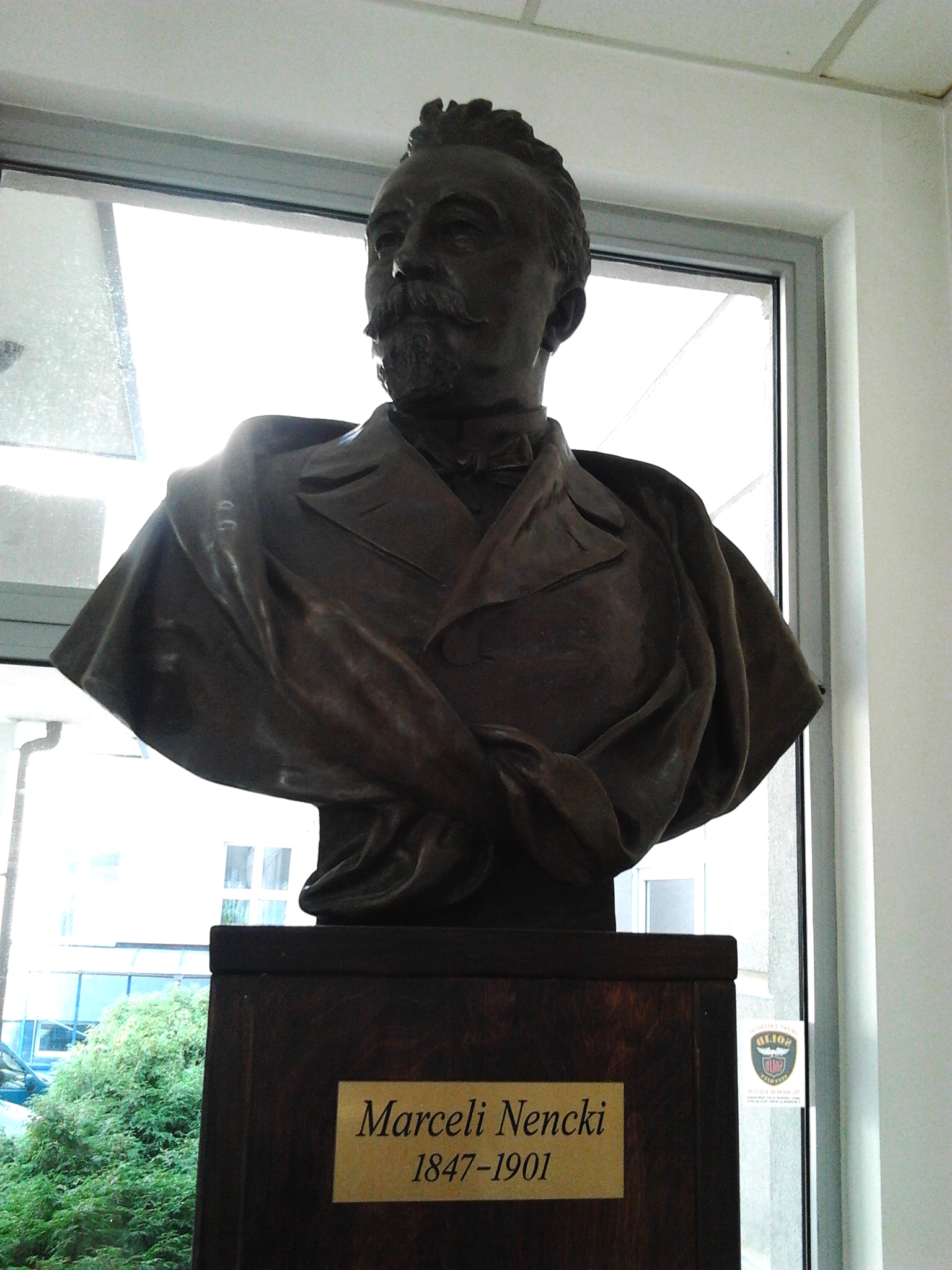
popiersie Marcelego Nenckiego przy wejściu do Instytutu Biologii Doświadczalnej im. M. Nenckiego PAN

W II Rzeczypospolitej Instytut Nenckiego pozostał niezależną placówką badawczą, częściowo korzystającą ze wsparcia budżetu państwa. Środki te były kierowane przede wszystkim na rozwój badań hydrobiologicznych. W ramach Instytutu utworzono trzy stacje badawcze, dwie na Wigrach i na Helu (1932) oraz Stację Rzeczną w Pińsku. Warszawscy lekarze byli jednymi z początkowych fundatorów Instytutu. Jedną z pierwszych pracowni, która wytyczyła drogę dzisiejszemu Instytutowi Biologii Doświadczalnej im. M. Nenckiego PAN, była pracownia neurobiologii Edwarda Flatau.
W wyniku II wojny światowej wyposażenie Instytutu zostało zniszczone i rozgrabione, a biblioteka spalona. Powojenna odbudowa Instytutu Nenckiego w Łodzi była zasługą trzech par małżeńskich: Jana i Stanisławy Dembowskich, Włodzimierza i Stelli Niemierko oraz Jerzego Konorskiego i Liliany Lubińskiej, którzy równolegle z prowadzeniem własnych badań rozwinęli proces kształcenia nowych kadr. Instytut składał się wówczas z trzech zakładów: Biochemii, Biologii i Neurofizjologii oraz Stacji Hydrobiologicznej w Mikołajkach, biblioteki, administracji i warsztatu.
Na szybki rozwój Instytutu Nenckiego miały też znaczący wpływ:
1. Decyzja o jego upaństwowieniu (1.04.1946).
2. Uzyskanie w Łodzi siedziby przy ul. Południowej 66.
3. Rozpoczęcie budowy (1950) nowej siedziby w Warszawie przy ul. Pasteura 3, do której w latach 1953-1956 przenieśli się pracownicy trzech zakładów oraz personel techniczny i administracyjny.
4. Z chwilą utworzenia Polskiej Akademii Nauk (1952) włączenie Instytutu do sieci jej placówek.
5. Powiększenie w Warszawie struktury Instytutu o nowe jednostki: Zakł. Hydrobiologii Eksperymentalnej (1953) i Zakł. Psychologii (1955).
6. Uzyskanie przez Radę Naukową Instytutu (1952) prawa do nadawania stopni naukowych.
Po dynamicznej odbudowie i rozbudowie w latach 1946-1960 nastąpił trudny okres w historii Instytutu, który trwał do 1968. Władze PAN nakazały przekazanie innym placówkom Akademii ok. 1000 m² powierzchni należącej do Instytutu Nenckiego, Zakład Psychologii został oddany Uniwersytetowi Warszawskiemu (1961), zaś Stacja Hydrobiologiczna w Mikołajkach Zakładowi Ekologii PAN (1962).
W 1968 Instytut obchodził uroczyście 50-lecie swego istnienia, co stało się okazją do podsumowania 20-lecia jego powojennej działalności.
Kolejne lata, szczególnie po 1989, przyniosły zmiany w organizacji i finansowaniu nauki w Polsce. Były też okresem nowego, dynamicznego rozwoju Instytutu, przy jednoczesnych zmianach jego struktury i poszerzeniu zakresu prowadzonych badań.

## Osoby związane z Instytutem
Władze Instytutu (2018):
- prof. dr hab. Agnieszka Dobrzyń (Dyrektor od 2018)
- dr hab. Krzysztof Nieznański, prof. nadzw. (Z-ca Dyrektora ds. naukowych od 2018)
- dr hab. Monika Liguz-Lęcznar (Z-ca Dyrektora ds. naukowych od 2018)
- dr Anna Jachner-Miśkiewicz (Dyrektor administracyjna od 2008)
- prof. dr hab. Andrzej Wróbel (Przewodniczący Rady Naukowej)

W Instytucie Biologii Doświadczalnej pracowało wiele osób zasłużonych dla rozwoju nauki oraz Polski (część z nich została uhonorowana odznaczeniami). Poniżej wymieniono osoby pełniące funkcję dyrektora albo wicedyrektora Instytutu wraz z okresem sprawowania tych funkcji:
- Kazimierz Białaszewicz (1920-1925 i 1931-1933)
- Romuald Minkiewicz (1926-1931)
- Jan Dembowski (1933-1934 i 1948-1960; odznaczony Krzyżem Komandorskim z Gwiazdą Orderu Odrodzenia Polski)
- Mieczysław Bogucki (1934-1939)
- Włodzimierz Niemierko (1946-1967, odznaczony Krzyżem Komandorskim Orderu Odrodzenia Polski)
- Jerzy Konorski (1946-1973, odznaczony Krzyżem Komandorskim Orderu Odrodzenia Polski)
- Ludwik Choiński (1955-1969)
- Leszek Kuźnicki (1968-1975, odznaczony Krzyżem Komandorskim z Gwiazdą Orderu Odrodzenia Polski)
- Stella Niemierko (1968-1976)
- Kazimierz Zieliński (1968, 1970-1991)
- Władysław Dąbrowski  (1969-1975)
- Jerzy Rutkowski (1975-1979)
- Andrzej Grębecki (1975-1981)
- Hanna Strzelecka-Gołaszewska (1975-1982)
- Irena Stępień (1977-1979)
- Eugeniusz Lisok (1979-1981)
- Krystyna Dec (1980-1991)
- Bogusław Ferdyn (1981-1985)
- Renata Dąbrowska (1982-1989)
- Waldemara Gacuta-Przybylska (1985-1986)
- Józef Zborowski (1986-1988)
- Zbigniew Przygoda (1986-2007)
- Maciej Nałęcz (1989, 1991-2001)
- Jacek Kuźnicki (1991-1992)
- Ewa Nowak-Olszewska (1991-2003)
- Jolanta Skangiel-Kramska (1992-2003)
- Jolanta Zagrodzka-Szmagalska (1994-2007)
- Jerzy Duszyński (2002-2008)
- Urszula Sławińska (2007-2013)
- Adam Szewczyk (2008-2018)
- Hanna Fabczak (2008-2018)
- Witold Konopka (2014-2018)

Spośród pozostałych profesorów pracujących w Instytucie, odznaczeniami uhonorowani zostali m.in.:
- Romuald Klekowski (Krzyż Komandorski Orderu Odrodzenia Polski i Krzyż Komandorski Orderu Odrodzenia Polski z Gwiazdą)
- Lech Wojtczak (Krzyż Komandorski Orderu Odrodzenia Polski)
- Kazimierz Zieliński (Krzyż Komandorski Orderu Odrodzenia Polski i Krzyż Komandorski Orderu Odrodzenia Polski z Gwiazdą).

## Struktura
Instytut składa się z pięciu głównych jednostek organizacyjnych:
1. Zakład Biologii Komórki (kierownik: Katarzyna Kwiatkowska)
2. Zakład Biochemii (kierownik: Katarzyna Piwocka)
3. Zakład Neurobiologii Molekularnej i Komórkowej (kierownik: Leszek Kaczmarek)
4. Zakład Neurofizjologii (kierownik: Małgorzata Skup)
5. Centrum Neurobiologii (kierownik: Marcin Ciuk)

Zakład Biologii Komórki:
1. Pracownia Biologii Molekularnej Błony Komórkowej (kierownik: Katarzyna Kwiatkowska)
2. Pracownia Cytoszkieletu i Biologii Rzęsek (kierownik: Dorota Włoga)
3. Pracownia Przekazywania Sygnału (kierownik: Tomasz Wilanowski)
4. Pracownia Synaptogenezy (kierownik: Tomasz J. Prószyński)

Zakład Biochemii:
1. Pracownia Białek Motorycznych (kierownik: Andrzej A. Kasprzak)
2. Pracownia Biochemii Lipidów (kierownik: Sławomir Pikuła)
3. Pracownia Bioenergetyki i Błon Biologicznych (kierownik: Jerzy Duszyński)
4. Pracownia Enzymologii Porównawczej (kierownik: Wojciech Rode)
5. Pracownia Metabolizmu Komórki (kierownik: Krzysztof Zabłocki)
6. Pracownia Molekularnej Biochemii Medycznej (kierownik: Paweł Dobrzyń)
7. Pracownia Molekularnych Podstaw Ruchów Komórkowych (kierownik: Maria Jolanta Rędowicz)
8. Pracownia Molekularnych Podstaw Starzenia (kierownik: Ewa Sikora)
9. Pracownia Sygnałów Komórkowych i Zaburzeń Metabolicznych (kierownik: Agnieszka Dobrzyń)
10. Pracownia Wewnątrzkomórkowych Kanałów Jonowych (kierownik: Adam Szewczyk)

Zakład Neurobiologii Molekularnej i Komórkowej:
1. Pracownia Białek Wiążących Wapń (kierownik: Anna Filipek)
2. Pracownia Biofizyki Komórki (kierownik: Jakub Włodarczyk),
3. Pracownia Epileptogenezy (kierownik: Katarzyna Łukasiuk)
4. Pracownia Molekularnych Podstaw Zachowania (kierownik: Katarzyna Radwańska)
5. Pracownia Neurobiologii (kierownik: Leszek Kaczmarek)
6. Pracownia Neurobiologii Rozwoju i Ewolucji (kierownik: Krzysztof Turlejski)
7. Pracownia Neuroplastyczności (kierownik: Małgorzata Kossut)
8. Pracownia Procesów Transportu w Błonach Biologicznych (kierownik: Katarzyna Nałęcz)

Zakład Neurofizjologii:
1. Pracownia Badań Przedklinicznych i Chorób Neurodegeneracyjnych (kierownik: Grażyna Niewiadomska)
2. Pracownia Etologii (kierownik: Ewa Joanna Godzińska)
3. Pracownia Neurobiologii Emocji (kierownik: Ewelina Knapska)
4. Pracownia Neurobiologii Widzenia (kierownik: Wioletta Waleszczyk)
5. Pracownia Neuroinformatyki (kierownik: Daniel Wójcik)
6. Pracownia Neuromorfologii Molekularnej i Systemowej (kierownik: Grzegorz Wilczyński)
7. Pracownia Neuropsychologii (kierownik: Elżbieta Szeląg)
8. Pracownia Plastyczności Nerwowo-Mięśniowej (kierownik: Urszula Sławińska)
9. Pracownia Procesów Reinerwacyjnych (kierownik: Julita Czarkowska-Bauch)
10. Pracownia Psychofizjologii (kierownik: Anna Grabowska)
11. Pracownia Układu Limbicznego (kierownik: Stefan Kasicki)
12. Pracownia Układu Wzrokowego (kierownik: Andrzej Wróbel)

Centrum Neurobiologii:
1. Pracownia Badań Przedklinicznych o Podwyższonym Standardzie (kierownik: Urszula Wojda)
2. Pracownia Modeli Zwierzęcych (kierownik: Witold Konopka)
3. Pracownia Neurobiologii Molekularnej (kierownik: Bożena Kamińska-Kaczmarek)
4. Pracownia Obrazowania Mózgu (kierownik: Artur Marchewka)
5. Pracownia Obrazowania Struktury i Funkcji Tkankowych (kierownik: Tytus Bernaś)
6. Pracownia Pracownia Bioinformatyki (kierownik: Michał Dąbrowski)

Oprócz wymienionych powyżej jednostek zajmujących się badaniami naukowymi w Instytucie działają jednostki pomocnicze:
1. Pracownia Cytometrii (kierownik: Katarzyna Piwocka)
2. Zwierzętarnia (kierownik: Aleksandra Bartelik)
3. Laboratorium Mikroskopii Elektronowej (kierownik: Elżbieta Wyroba)
4. Pracownia Informatyki (kierownik: Mirosław Sikora)
5. Biblioteka (kierownik: Jan Bienias)
6. Stacja Hydrobiologiczna w Mikołajkach (kierownik: Tomasz Janecki)